# WASP-107 b
WASP-107 b è un esopianeta di tipo super-Nettuno distante 200 anni luce dalla Terra nella costellazione della Vergine. È stato scoperto nel 2017 da un gruppo di astronomi dell'Università di Exeter supportati da osservazioni effettuate con il telescopio spaziale Hubble. WASP-107 b è stato il primo esopianeta ad essere studiato nella cui atmosfera è stato trovato gas elio.
Esso orbita intorno alla sua stella ad una distanza di 0,055 UA (poco più di 8 milioni di chilometri) in circa 5 giorni e 17 ore. La temperatura stimata della sua atmosfera è di circa 500 °C.

## Caratteristiche
WASP-107 b ha all'incirca le dimensioni di Giove ma con un ottavo della sua massa, rendendolo uno degli esopianeti conosciuti con minore densità all'atto della sua scoperta. Il suo raggio è di 0,94 volte quello di Giove con un'atmosfera particolarmente poco densa. Questa peculiarità unita al tipo di stella attorno a cui orbita, una stella di tipo K moderatamente luminosa lo rende un obiettivo ideale per una caratterizzazione della sua atmosfera con future indagini mirate. Il pianeta è otto volte più vicino alla sua stella di quanto lo sia Mercurio al Sole e orbita attorno alla sua stella ogni 5,7 giorni. 
L'atmosfera del pianeta, poco compatta, viene sferzata dal vento stellare dell'astro di appartenenza estendendosi per oltre diecimila chilometri nello spazio. Questa particolarità ha consentito, studiandone la luce nella banda dell'infrarosso, di rilevare la presenza di elio allo stato eccitato nella coltre di nubi atmosferica.